# Culaus
Pour les articles homonymes, voir Culaus (homonymie).
 Culaus est un lieu-dit des Pyrénées, sur les communes de Cauterets et Luz-Saint-Sauveur dans le département français des Hautes-Pyrénées.

## Toponymie
En occitan, culaus signifie « creux ».

## Géographie
Le lieu-dit se trouve dans la partie centre-est de la vallée du Lutour dans le Lavedan. Il est situé à l'ouest de la vallée de Cestrède.
Il comporte notamment :
- un col de montagne pédestre ; le  col de Culaus (2 565 m) qui surmonte le lac du Col de Culaus,
- un lac : le lac du Col de Culaus (2 294 m),
- des sommets :  le Pic de Culaus (2 806 m), le Soum de Culaus (2 505 m), le Pic Inférieur de Culaus (2 660 m),
- la crête de Culaus en partie sud du cirque,
- et le cirque des Culaus en fond de vallon.

## Histoire
Le lieu-dit est inhabité, les seules structures sont des anciennes cabanes de bergers et le refuge Russell.

## Voies d'accès
Culaus est accessible par le versant ouest depuis la Fruitière (vallée du Lutour) par le sentier du lac d'Estom et en direction du refuge Russel.
Par le versant ouest, par la vallée de Cestrède depuis le parking aux granges de Bué, suivre l'itinéraire du lac d'Antarrouyes puis suivre vers le lac Noir et passé par le lac du col de Culaus puis le col de Culaus.

## Protection environnementale
Le coté en vallée de Cestrède fait partie d'une zone naturelle protégée, classée ZNIEFF de type 2.